# كاسر الأصابع (أداة)
كاسر الأصابع هي أداة كانت تستعمل في أوروبا و محاكم التفتيش في العصور الوسطى للتعذيب، هي أداة تتكون من مسامير.

## طريقة أستعمالها
يتم وضع أصابع الضحية بين فكيها وبعدها يتم أغلاقها ببطئ حتى تتحطم وتتهشم العظام ويستمر الشخص الذي يقوم بالتعذيب بأغلاقها حتى تلتقي المسامير العلوية بالسفلية.